# Nupserha assamana
Nupserha assamana là một loài bọ cánh cứng trong họ Cerambycidae.